# 巢马城际铁路
巢马城际铁路，是一条连接中华人民共和国安徽省巢湖市与马鞍山市的铁路。线路先行工程于2019年10月开工，主体工程于2021年1月4日开工。预计2026年完工。

## 概况
巢马城际铁路为国家高速铁路“八纵八横”项目组成部分、是“轨道上的长三角”项目，253亿元投资，全长约73公里。其中江北段正线长度为47.454km，商合杭高铁同步实施左线0.929km，右线1.997km，建设标准为高速铁路，双线，电力牵引，设计速度目标值为350km/h；设站3座：新建2座，利用既有车站1座。江南段正线长度13.93公里，设计时速350公里，安徽省投资集团出资41.44亿元、总投资165.76亿元。
巢马城际铁路控制性工程还包括马鞍山公铁大桥，其中下层为巢马城际铁路2线以及预留轨道交通2线。同时，通过全长约13.923公里的联络线与宁安城际铁路连接。
马鞍山南站建设时预留扬马城际接入条件。

## 历史
2015年9月21日，线路获批。
2018年12月，共建框架协议签约。
2021年1月4日，巢马城际铁路主体工程开工。
2022年7月8日，提梁重量可达1100吨的中国最大吨位高铁提梁机，在巢马城际铁路拼装完成。8月1日，全线首榀近千吨“超大箱梁”架设成功，工程建设进入架梁施工阶段。10月1日，江北段正式开工建设。10月14日，全线首联合龙的悬灌连续梁，巢马城际铁路跨当涂县红旗南路悬臂灌注连续梁顺利合龙。
2023年8月14日，马鞍山公铁两用长江大桥3号主塔封顶。

## 建设单位
该城际铁路建设单位为合马高速铁路股份有限公司。

## 沿线车站
| 巢马城际铁路 |          |        |            |               |         |                                             |                                                |
| 位置         | 位置     | 位置   | 站点名称   | 里程 （公里） | 规模    | 连接线路                                    | 备注                                           |
| 安徽省       | 合肥市   | 巢湖市 | 巢湖东站   | 0             | 4台12线 | 合杭高速铁路 合福高速铁路                   | 本线从车站南端咽喉引入商合杭场                 |
| 安徽省       | 马鞍山市 | 含山县 | 含山站     | 17.31         | 2台4线  |                                             |                                                |
| 安徽省       | 马鞍山市 | 和县   | 郑蒲港站   | 38.84         | 2台4线  | 滁马城际铁路（规划） 北沿江高速铁路（规划） | 高架站                                         |
| 安徽省       | 马鞍山市 | 当涂县 | 马鞍山南站 | 45.58         | 2台6线  | 扬马城际铁路（规划）                        |                                                |
| 安徽省       | 马鞍山市 | 花山区 | 马鞍山东站 |               | 3台7线  | 宁安客运专线                                | 联络线按单线引入马鞍山东站，与既有 6、8 道连接 |

## 意义
巢马城际铁路建成后，将进一步完善长三角高速铁路网络，对马鞍山市加快推进长三角更高质量一体化发展，深度融入南京、合肥两大都市圈，加快推进跨江发展等方面产生重要作用。